# Hanna Kisteleki
Hanna Kisteleki (Budapeste, 10 de março de 1991) é uma jogadora de polo aquático húngara.

## Carreira
Kisteleki disputou duas edições de Jogos Olímpicos pela Hungria: 2012 e 2016. Em ambas as ocasiões sua equipe terminou na quarta colocação.